# Joey Barton
Joseph Anthony Barton (2 de setembre de 1982) és un exjugador de futbol professional anglès que va jugar com a migcampista. Va fer 269 aparicions a la Premier League, incloses 130 al Manchester City. Actualment és el gerent del Bristol Rovers de la Lliga One.
Barton va néixer i va créixer a Huyton, Merseyside. Va començar la seva carrera futbolística amb el Manchester City el 2002 després d'obrir-se camí a través del seu sistema juvenil. Les seves aparicions al primer equip van augmentar gradualment durant els cinc anys següents i va aconseguir més de 150 pel club. Va guanyar la seva única gorra per a la selecció anglesa el febrer de 2007, malgrat les seves crítiques a alguns dels jugadors de l'equip. Després es va unir al Newcastle United per una quota de 5,8 milions de lliures el juliol de 2007. Després de quatre anys amb el club, es va unir al Queens Park Rangers l'agost del 2011, d'on va ser prestat a Marsella el 2012. Va tornar del seu encanteri de préstec el següent temporada, i va ajudar a QPR a ascendir a la Premier League a través dels play-off del Campionat. No obstant això, QPR va ser relegat de nou, i Barton va ser alliberat al final de la temporada. Va signar un acord d'un any per jugar amb el Burnley el 2015, ajudant-los a guanyar l'ascens a la Premier League, però va marxar per unir-se als Rangers el maig del 2016. Se li va prohibir el futbol després d'admetre un càrrec de l'Associació de Futbol relacionat amb les apostes a l'abril del 2017, i al seu venciment el juny de 2018, va començar la seva carrera directiva a Fleetwood Town.
La carrera i la vida de Barton han estat marcades per nombrosos incidents i problemes disciplinaris controvertits i ha estat condemnat dues vegades per delictes violents. El 20 de maig de 2008, va ser condemnat a sis mesos de presó per agressió i atacs comuns durant un incident al centre de Liverpool. Barton va complir 74 dies d'aquesta pena de presó, sent alliberat el 28 de juliol de 2008. L'1 de juliol de 2008 també se li va dictar una pena de quatre mesos de suspensió després d'admetre una agressió que provocava danys corporals reals a l'excompany d'equip Ousmane Dabo durant una disputa al terreny d'entrenament. 1 de maig de 2007. Aquest incident va acabar amb la seva carrera al Manchester City. Barton ha estat acusat de conducta violenta tres vegades per l'Associació de Futbol: per l'assalt a Dabo, per cops de puny a Morten Gamst Pedersen i per atacar tres jugadors l'últim dia de la temporada 2011-12.

## Primers anys de vida
Nascut a Huyton, Merseyside, Barton és el més gran de quatre germans. Els seus pares es van separar quan tenia 14 anys i, en conseqüència, va viure amb el seu pare a casa de la seva àvia en una finca diferent, segons ha explicat que la influència de la seva àvia l'ha ajudat a no deixar-se endur en una cultura recreativa de la droga i atribueix la seva ètica laboral al seu pare. El seu pare, també anomenat Joseph, treballava com a teulat i jugava a futbol de forma semi-professional a Northwich Victoria. Barton va gaudir de l'educació física a la seva escola, St Thomas Becket, que representava en diversos esports i que era un talent talentós de la lliga de rugbi. Va deixar l'escola amb deu GCSE.

## Carrera de club
Carrera inicial
Barton va perseguir els seus somnis de convertir-se en futbolista professional unint-se al sistema juvenil de l'Everton FC, però va jugar al Liverpool quan tenia 14 anys. Va ser sotmès a proves a Nottingham Forest, però va ser rebutjat quan es va decidir que era massa petit per convertir-se en futbolista. El rebuig per part dels clubs només el va fer més decidit a tenir èxit com a futbolista i demostrar que els seus detractors estaven equivocats. Va fer la seva primera aparició a l'equip sub-17 del Manchester City el 1999. La seva primera aparició a l'equip de reserva va arribar al final de la temporada 2000-01, en el seu darrer any com a entrenant. Incert sobre les perspectives futures de Barton, el club va planejar alliberar-lo, però va reconsiderar-lo i li va donar el seu primer contracte professional a la temporada tancada. Durant els dos anys següents, va fer la transició dels menors de 19 anys al futbol de reserva regular. Va ser ascendit a la plantilla del primer equip la temporada 2002-03.
Manchester City
Barton hauria debutat amb el primer equip de la ciutat el novembre del 2002 contra el Middlesbrough, si no hagués perdut la samarreta després de deixar-la a la banqueta dels suplents al descans. Finalment, va debutar amb el primer equip al club contra el Bolton Wanderers el 5 d'abril de 2003. El seu primer gol sènior va arribar dues setmanes després en una victòria per 2-0 contra el Tottenham Hotspur FC el Divendres Sant. Va acabar la temporada 2002-03 amb una sèrie de set sortides consecutives.
Després d'impressionar en la seva primera temporada al City, l'entrenador Kevin Keegan va oferir a Barton un nou contracte d'un any al club, que va signar a l'abril del 2003. Va participar al primer equip més regularment durant la temporada 2003-04 i, després un segon objectiu de la Premier League, va ser recompensat amb una convocatòria a la selecció anglesa sub-21 per a la classificació per al Campionat d'Europa del 2004 contra Macedònia i Portugal.
En un partit de la FA Cup contra el Tottenham, Barton va rebre la primera targeta vermella de la seva carrera en circumstàncies inusuals: al descans, amb el seu club 3-0 avall, va discutir amb l'àrbitre i va ser expulsat tot i que el partit no estava en curs. A la segona part, tot i jugar amb 10 homes, els companys de Barton van aconseguir una victòria improbable per 4-3. Barton va abandonar el City of Manchester Stadium amb ràbia el 17 d'abril, després de no haver estat nomenat a l'equip per jugar el Southampton. No obstant això, va aparèixer regularment la temporada 2003-04, que va completar amb 39 aparicions i un gol. Les seves exhibicions van impressionar els seguidors del City i, al final de la temporada 2003-04, va ser guardonat amb el premi Jove Jugador de l'Any del club.
Barton va provocar una baralla de deu homes en un partit amistós contra Doncaster Rovers el 25 de juliol de 2004 després de piratejar contra un jugador de l'oposició. Tot i que va signar un nou contracte el 22 de setembre de 2004, que el mantindria a la ciutat fins al 2007, el club va considerar acomiadar Barton el desembre de 2004 després d'un incident a la seva festa de Nadal. Va treure un cigar encès a l'ull del jugador juvenil Jamie Tandy, després d'haver agafat Tandy intentant calar-li foc a la camisa. Posteriorment, Barton es va disculpar per les seves accions i va ser multat amb sis setmanes de salari (60.000 lliures esterlines).
Al maig de 2005, Barton es va trencar la cama d'un vianant de 35 anys mentre conduïa el seu cotxe pel centre de Liverpool a les 2 del matí. L'estiu del 2005, Barton va ser enviat a casa d'un torneig de pretemporada a Tailàndia després d'atacar un seguidor de l'Everton, de 15 anys, que havia provocat Barton abusant-lo verbalment i donant-li puntades a la canyella. Barton va haver de ser impedit d'atacar encara més el noi pel seu company d'equip Richard Dunne. Barton es va sotmetre a una teràpia de control de la ira per ordre del gerent de la ciutat Stuart Pearce i va pagar 120.000 lliures en multes del club. A la tardor del 2005, Barton va iniciar un programa de gestió del comportament durant set dies a la Clínica Sporting Chance, una organització benèfica creada per ajudar esportistes amb problemes.
Barton va presentar una sol·licitud de transferència per escrit el gener del 2006, que el club va rebutjar. L'endemà, també van rebutjar una oferta verbal per a Barton de Middlesbrough, amb Stuart Pearce afirmant que encara es podria fer un acord per mantenir-lo al club. Durant la setmana següent, Barton va dir que havia estat una mica impetuós en fer aquesta sol·licitud i va acordar iniciar negociacions sobre un nou contracte a City. Va ser recompensat amb un nou acord de quatre anys, que va signar el 25 de juliol, posant fi a les especulacions sobre el seu futur.

## Estil de joc
A principis de la seva carrera, Barton va jugar principalment un paper defensiu, amb un joc basat en atacar i rastrejar per protegir la defensa. A mesura que la seva carrera ha anat avançant, ha començat a incorporar un enfocament més atacant en el seu joc, que ha donat lloc a un nombre més gran de gols i assistències, i els seus sis gols des del mig del camp el van convertir en el màxim golejador del Manchester City la temporada 2006-07, per davant dels davanters Georgios Samaras, Bernardo Corradi, Émile Mpenza i Darius Vassell.
S'ha descrit a Barton que té una bona ètica de treball i la capacitat de portar la pilota i conservar la possessió de l'equip. Ha estat elogiat per tenir un bon pas de pas. Aquest aspecte del seu joc ha demostrat una millora des de la temporada 2005-06, quan va començar a afavorir passades més senzilles per sobre de les més ambicioses, i el seu percentatge de finalització de passades relativament alt es pot atribuir a això. canviar. Els passis de Barton sovint han demostrat ser crucials; en el passat, ha estat el líder en les assistències del seu equip.
Barton ha estat descrit com el jugador més brut de la Premier League, un estil reflectit en l'elevat nombre de faltes que ha comès durant la seva carrera. Va rebre 39 reserves i tres targetes vermelles durant la seva estada al Manchester City. Kevin Keegan va criticar ocasionalment aquest enfocament físic com a excessiu.